# Monteforte Irpino
Monteforte Irpino ist eine italienische Gemeinde mit 11.429 Einwohnern (Stand 31. Dezember 2023) in der Provinz Avellino in der Region Kampanien.

## Geographie
Die Nachbargemeinden sind Avellino, Contrada, Forino, Mercogliano, Moschiano, Mugnano del Cardinale, Taurano und Visciano (NA). Die Ortsteile sind Alvanella, Campi, Fenestrelle, Gaudi, Molinelle und Vetriera.

## Geschichte
Nach dem Kriegseintritt Italiens im Juni 1940 errichtete das faschistische Regime in Monteforte Irpino ein Internierungslager (campo di concentramento). Es befand sich in den Räumlichkeiten eines ehemaligen Waisenhauses mitten im Wohngebiet. Die Internierten waren italienische Oppositionelle, Antifaschisten, die oft schon langjährige Haftstrafen abgesessen hatten. Das Lager in Monteforte Irpino wurde erst im Spätsommer 1943 aufgelöst.